# Leptochiton hiriensis
Leptochiton hiriensis is een keverslakkensoort uit de familie van de Leptochitonidae. De wetenschappelijke naam van de soort is voor het eerst geldig gepubliceerd in 2006 door Schwabe & Lozouet.